# Pae Gil-su
Pae Gil-su (kor. 배길수, ur. 4 marca 1972) – północnokoreański gimnastyk, mistrz olimpijski z Barcelony 1992, a także 3-krotny mistrz świata z Paryża (1992) Birmingham (1993) i San Juan (1996) oraz brązowy medalista mistrzostw świata w Lozannie (1997).